# نقابات وجمعيات علمية
النقابات والجمعية العلمية قد تكون لتخصص عام (مثلاً نقابة الاطباء) أو لتخصص فرعي (مثلاً جمعية أطباء الصدر)، وربما اجتمعت عدة نقابات أو جمعيات في منظمة واحدة ،مثل اتحاد الصيادلة العرب وهو يجمع مختلف النقابات والجمعيات الصيدلية العربية.
وتمتاز مواقع النقابات والجمعيات المتخصصة بتركيز المواضيع وموثوقاتها غالباً وأحياناً توفر مصادر حرة.
تختلف تسميات مجموعات الأشخاص الطبيعية الذين انتظموا على أساس مهني على وفق التشريع القانوني للبلد، فتأخذ تسمية نقابة أو اتحاد  أو هيئة  أو مجلس  أو جمعية، ويمكن وصفها مهنية إذا انتظمت على أساس التخصص والاستقلال المهنيين، وتعد عمالية إذا نظمت رابطة قوة العمل، وتعد علمية إذا كانت ترعى الاختصاص العلمي بغض النظر عن مهن أعضائها فتأخذ جزءا من مهنة أو عدة مهن أو أجزاء من مهن، وقد تكون اجتماعية إذا رعت إحدى العلاقات أو الروابط الاجتماعية، وتكون رياضية أو فلاحية أو تعاونية أو سياسية إذا انتظمت على أساس المشاركة في السلطة (حزب).

## نقابات وجمعيات صيدلانية
- جمعية صيادلة النظم الصحية
- نقابة الصيادلة الأمريكيين، ويوفر خدمات تعليمية تحت شعار : تحسين استخدام الدواء، وتطوير رعاية المريض.
- الجمعية الصيدلانية الملكية البريطانية (بالإنجليزية:  The Royal Pharmaceutical Society of Great Britain  RPSGB)‏
- إصدارات : الجمعية الصيدلانية الملكية البريطانية
- نقابة الصيادلة الأتراك
- الجمعية الصيدلانية الكويتية
- نقابة صيادلة الأردن
- نقابة الصيادلة الفرنسيين الوطنية
- اتحاد نقابات الصيادلة الفرنسية
- الجمعية الصيدلانية اليابانية، النسخة الإنجليزية للموقع
- نقابة صيادلة ألمانيا، النسخة الإنكليزية للموقع
- نقابة صيادلة كندا
- الجمعية الصيدلانية الماليزية

## جمعيات علمية متعددة
- جمعية الكيمياء الملكية (البريطانية) (بالإنجليزية: Royal Society of Chemistry)‏
- الجمعية الاقتصادية الأمريكية، ويتبع لها مجلة وعدد من اللجان، ولها اجتماع سنوي، وتقبل عضوية الأفراد والمؤسسات.
- النقابات الصحية الفرنسية
- الوكالة الفرنسية لسلامة المنتجات الصحية
- الوكالة الفرنسية للصحة والمرض
- بوابة المعاهد الصحية العامة الفرنسية
- المجلس النباتي الأمريكي، منظمة غير ربحية للبحث العلمي والتعليم، تقدم معلومات، وتشجع على الاستخدام الآمن والفعال للنباتات الطبية والأدوية النباتية. (بالإنجليزية: American Botanical Council)‏ وتسمى بشكل مختصر ABC